# Aur Berduri
Aur Berduri is een bestuurslaag in het regentschap Merangin van de provincie Jambi, Indonesië. Aur Berduri telt 1130 inwoners (volkstelling 2010).